# مازوخية
اضطراب المازوخية الجنسي أوالماسوشية أو المازوخية أو المازوكية أو الخضوعية وتعني الحصول على المتعة عند تلقي التعذيب الجسدي أو النفسي.

## تاريخ
و ينسب مصطلح المازوخية (بالإنجليزية: masochism)‏ إلى الكاتب الروائي النمساوي ليوبولد فون زاخر مازوخ صاحب الرواية المشهورة (فينوس في الفراء، venus in furs) التي تعبر في بعض أجزائها عن فترات وتجارب منها.

## وصف
هو أحد أشهر انحرافات السلوك الجنسي ويقصد به التمتع بالألم عند استقباله من الآخر، بحيث أن صاحبها لا يصل لقمة اللذة الجنسية إلا بالضرب باليد أو بالسوط أو التقييد بالسلاسل وما شابهها أو التعذيب النفسي مثل الكلام أو الإهانة أو التذليل ويمكن أن يصل لهذه المتعة حتى بتخيل أحد هذه الأمور. فهي شعور جنسي يتلذذ فيه المرء بالتعذيب الجسدي والإذلال النفسي الذين ينزلهما به محبوبه أي التلذذ بالاضطهاد.
فالماسوشي، تكمن إثارته الجنسية في إيلام الطرف الآخر له عند حدوث علاقة جنسية وتختلف حدة هذا الألم من حالة إلى أخرى، ففي بعض الحالات المرضية لا يستمتع الماسوشي إلا بدرجة بالغة من الألم قد تودي به إلى الموت.
حب تعذيب النفس يتخذ أشكالا وصورا عديدة بل ومراحل متنوعة فهناك مراحل متقدمة ومراحل متطورة وأخرى مرضية وهكذا. تقريبا كل بني البشر لديهم هذه الصفة أي أن كل إنسان فيه ولو جزء ضئيل من الماسوشية حتى لو لم يشعر. فمثلا الميل لمشاهدة أفلام الرعب والعنف هو نوع من تعذيب النفس بالرعب والمشاهد المروعة. لكن هذه الأشياء البسيطة المشتركة عند الكثيرين تظل أمور عادية وطبيعية المشكلة الحقيقية تنشأ حين يستمرئ المرء تعذيب نفسه ويتفنن في اختراع وابتكار الأساليب المختلفة لتحقيق هذا.
أغلب الناس يميلون إلى أحد الطرفين، السادية أو الماسوشية وتعد ضمن الأمور الطبيعية إذا لم تزيد عن الحد الطبيعي أما عند تحولها إلى شكل مرضي فهي تحتاج إلى علاج نفسي. عادة يحتاج هؤلاء الأشخاص إلى علاج نفسي طويل المدى لمحاولة تصحيح هذا الانحراف والسلوك الجنسي.

## أنواعها
كلمة المازوخية مأخوذة من اسم روائي نمساوي عاش في القرن التاسع عشر يدعى: ليوبولد فون ساشر ماسوش وذلك لأن أبطال رواياته كانوا يستمتعون بالألم الجسدي والإهانات والتعذيب، وهي تنطق ماسوشية أو مازوكية أو مازوخية Masochism، ولها مستويان:

### المازوكية العامة أو المازوكية الأخلاقية
وفيها نجد أن الشخص المازوكي يقوم بأشياء (بوعي أو بدون وعي) تعرضه للفشل أو الضياع أو الإهانة أو التحقير أو الإيذاء اللفظي أو البدني، وهو يكرر هذا السلوك ويجد متعة خفية في ذلك على الرغم من شكواه الظاهرية. يستمر الشخص في هذا السلوك بشكل شبه قهري مهما تعرض للمشاكل والمتاعب، فهو يعشق دور الضحية والمظلوم والمقهور والمعذب.والمازوكية على هذا المستوى هي نوع من اضطراب الشخصية المصحوب بسلوك هادم للذات Self defeating behavior.

### المازوكية الجنسية
وهي تعني الشعور باللذة الجنسية فقط حين يكون الفعل الجنسي مصحوبا بالإهانة اللفظية والعنف الجسدي للشخص المازوكي. ويعتقد فرويد أن الشخص المازوكي لا يستطيع الشعور باللذة الجنسية في الأحوال العادية نظرا لشعوره بالقلق وإحساسه بالذنب لذلك فالإيذاء الجسدي أو المعنوي يخففان من هذه المشاعر ويسمحان بالشعور باللذة الجنسية وكأنهما غطاء لابد منه للوصول إلى هذا الشعور.

## أسبابها
أما عن أسبابها فهي ليست معروفة بالتحديد ولكن علماء النفس خاصة التحليليون يرون أن الشخص المازوكي يتعين أو يتماهى بأمه (يتقمص دورها الأنثوي) بدلا من أبيه خاصة إذا كان الطفل قريبا من أمه بدرجة زائدة وشعر أنها مظلومة من أبيه أو من غيره فهنا يتعاطف معها ويحب دائما أن يكون في وضع المظلوم مثلها حتى يخفف من مشاعر الذنب حيالها والمازوكي لديه شعور عميق بالذنب (ربما لوجود مشاعر عدوانية أو جنسية بداخله) لذلك يحتاج للإيذاء النفسي والجسدي للتخفيف من هذه المشاعر المؤلمة وساعتها يشعر بالراحة أو بالنشوة.
المازوكي يشعر بالوحدة والخوف من هجر الحبيب لذلك فهو يعشق دور المظلوم والضحية لكي يكسب عطف الناس واهتمامهم. بناء على ما سبق يمكن القول بأن الخلافات بين الوالدين في طفولتك وتعرض والدتك للظلم من أقارب والدك ربما يكونا قد دفعاك في طفولتك المبكرة لكي تتعين بالوالدة وتتعلق بدور المظلوم وتنشد الإهانة والتعذيب للتخفيف من مشاعر الذنب وللتخفيف من مشاعر الوحدة ومخاوفها.
لا توجد دراسات منضبطة في عالمنا العربي تشير إلى نسبة المازوكية بين الذكور أو في البشر عموما ويبدو أن ذلك صعب منهجيا لأن مجالات السلوكيات المازوكية العامة واسعة جدا ومتنوعة، في حين أن المصابين بالمازوكية الجنسية غالبا ما يفضلون عدم البوح بها. العلاج المستخدم في مثل هذه الحالات هو العلاج النفسي المتوجه نحو الاستبصار (Insight oriented psychotherapy) ويتم من خلال عدد من الجلسات النفسية الفردية التي يصل من خلالها الشخص المازوكي (بمساعدة المعالج) إلى جذور مشاعر الذنب وهي غالبا ما تكون دفعات عدائية يريد أن يعاقب نفسه عليها حتى يستريح، أو يرى أسباب تعينه بأمه وفشله في التعين بأبيه في مرحلة الطفولة المبكرة، أو يرى وحدته القاسية وخوفه من الهجر وبالتالي يسعى لاجتذاب الاهتمام والتعاطف من خلال دور المظلوم والمعذب والمحبط.
كلمة مازوخية Masochism تعني استعذاب تلقي الألم، ومقابلتها كلمة السادية Sadism التي تعني استعذاب إحداث الألم في الآخر،(ولا ندري إن كان هناك مرادفان بالعربية لهاتين الكلمتين)، ومعنى الاستعذاب هنا هو الربط بالمتعة، والمهم أن نوع الألم المقصود، ونوع المتعة المقصودة يختلف اختلافات شاسعة حسب الاستخدام، فقد تكونُ السادية أو المازوخية كلمةً تستخدمُ عند الحديث عن سمات شخص ما أو عن طريقة تفكير شخص ما في أمورٍ بعيدةٍ تماما عن الجنس، وقد تستخدم الكلمات عند الحديث عن علاقات الأفراد بعضهم ببعض فهذا سادي وذاك مازوخي، وقد تستخدم لوصف علاقة رئيس عمل مثلا بمرؤوسيه فهو سادي في استعباده لهم، وقد تستخدم حتى في وصف السياسة بين الدول أو سلوكيات زعمائها، وهكذا.
لنقصر كلامنا على بعدي السادية والمازوخية كبعدين نفسيين، لأقول لك أنهما مرتبطان ببعضهما في الوقت الذي يظهران فيه كمتناقضين، فهناك من نجده ساديا في بعض نواحي شخصيته وسلوكياته، ومازوخيا في نواحٍ أخرى، وقد تكونُ لهذه الكلمات علاقة بحالتك، وهناك من بين مرضى الاضطراب النفسجنسي المسمى بالسادية – المازوخية، من يستمتع فقط بتلقي الألم ومن يستمتع فقط بإحداث الألم وهناك أيضًا من يستمتع بكليهما معا.
فأولاً يوجد في العملية الجنسية الطبيعية شيء من السادية من قبل الذكر ومن المازوخية من قبل الأنثى، ولكن ذلك عندما يتم في إطار من الحب، فإن الأمور ستكون مقبولة فسيكونُ من المقبول أن تتقبل الأنثى بعضًا من سادية الرجل على أنها جزءٌ طبيعي من الذكورة، ولذلك السبب أصبح الأمر يمثل مشكلةً عندما نرى رجلا مازوخيا لأن ذلك يتنافي مع الذكورة.
هذا يختلف عنه عندما يتم في إطار من الإهانة أو التعذيب، ومن المهم أن أنبّه هنا إلى أن ما يحدثُ في بعض حالات السادية المازوخية يختلف من مجرد استخدام بعض الغلظة أو العنف إلى حد الضرب واللسع بالنار، والجرح، وحتى القتل في لحظات الشبق (بالإنجليزية: Lust)‏ (الرغبة الجنسية الشديدة وليس قمة المتعة أو النشوة الجنسية كما يظن البعض فيطلقونها على الإرجاز (بالإنجليزية: Orgasm)‏، ويحدث ذلك بالأخص عندما يكونُ أحد الطرفين ساديا والآخر مازوخيا.
السادية-المازوخية هي أحد اضطرابات التفضيل الجنسي، والتي يحدثُ فيها ارتباطٌ بين القدرة على الأداء الجنسي الممتع وبين إحداث أو استقبال الألم من أحد الطرفين.
من المهم بعد ذلك أن اضطرابات التفضيل الجنسي أو ما كانوا يسمونه بالشذوذات أو الانحرافات الجنسية (بالإنجليزية: Paraphilias)‏، هي في الأصل اضطرابات تكون في الرجال، ونادرًا جدا تكون في الإناث، ودائما ما تقتصر تلك الحالات النادرة في الإناث على المازوخية، ونادرًا ما تسببُ مشاكل تستدعي اللجوء للطبيب النفسي.